# Eosímids
Els eosímids (Eosimiidae) és una família de primats extints que es creu que foren els primers simis.

## Taxonomia
Es consideren simis, (Kay et al 1997, Ross et al 1998).